# 左派和右派
左派和右派的政治光譜（Left-Right political spectrum）是用於分類政治立場、意識形態和政黨的系統，強調由社會平等與社會階層著眼。左派和右派並非完全對立的看法，光譜上可能包含中間主義及溫和派。在不同背景下，两者主张的具体内容不会相同，不能以静态的“主义”或“阶级”划分。兩詞是相當廣泛的形容用語。
此外，根據諾蘭曲線，政治、經濟、社會的左右往往並不連鎖，某個人或某個團體可以對某些事物采取左派的立場、同時對另一些事物採取右派的立場，例如小政府對大政府，經濟政策的貿易保護對自由貿易，社會政策的自由意志主義對權威主義等。
在左右翼的發源地法國，左派通常被認為是自由派（liberal）或行動派（The party of movement），右派通常被認為是保守派（conservative）或秩序派（The party of order）。法國總統馬克宏認爲，左派的追求是“平等”，右派的追求是“自由”，而法國「自由，平等，博愛」的立國精神是在兩者之間取得一定的平衡。

## 傳統定義
革新為左；保守為右：此為較為簡單的分野，唯革新的內容和所保守的傳統則各國各時間可分別巨大。因而順情況而生出以下各種詮釋。

## 例子和學說
儘管對這兩詞的使用相當普遍，但這兩詞的使用往往是根基於輿論上。對於這兩詞的區分也有許多不同的看法。針對國情和時期，左和右會聚焦於各不同的議題：
- 公平的結果是左；公平的程序是右：古典自由主義強調程序的公平，自由市場便是例子之一。自由意志主義學者羅伯特·諾齊克便是強調區分「歷史過程」和「最後結果」兩者的20世紀知名理論家之一[7]。但另一方面，現代自由主義的支持者如约翰·罗尔斯則主張，左派的政策也是使用以過程為根基的推論[8]；而一些新保守主義者傾向，使用軍事手段建立民主才是屬於最後結果。

- 反對自由市場造成的不均等為左；而接受之則為右：通常，政治上的爭論都是聚焦於政府應該（干涉主義）或不應該（自由放任）介入經濟以救濟貧窮的問題上。諾蘭曲線將這個差異作為左派和右派兩大差異的軸線之一。但政府干涉未必就代表重新分配財富或平等主義的政策：部分形式的干涉是為了滿足某些財團公司的利益，例如社團主義的政策。所以左派往往聲稱支持「对于少数民族、中下层民众等弱势群体进行援助、保护」，而右派偏好「顺其自然、自由竞争」。

- 相对更追求社会平等为左，更維護社会公平為右：这属于較為简单而通用的标准。在启蒙时代和法国大革命时期，保皇派、重商主义、欧陆保守主义都以维护君主制和贵族的等级特权为目的，尽管他们通常主张由国家强有力地干预经济，其对经济的干预往往是为了强化权贵对民众的掠夺，从而加剧社会不平等，但卻屬於右派；古典自由主义在当时主张民主宪政和自由市场经济，反对等级特权而主张公平竞争，被認為屬於左派。这也使得现代的国家资本主义、权贵资本主义在很多时候被视为比自由资本主义还要更右的社会形态。而在欧美国家确立民主宪政以后，左派多主张福利国家，右派多主张自由市场，这是因为民主宪政下的福利社会又比自由放任更有利于社会平等。无政府主义和共产主义则是为了追求极致的社会平等而产生的激进思潮，属于极左派。而国家社会主义往往也反对自由市场经济，因為市場經濟更容易造成惡性競爭，因此屬於極右派。

- 伦理自由为左，伦理保守为右：这也是左右划分常用的标准。左派通常支持性解放、性別平等、开放式关系、同性婚姻、堕胎等，右派则反对这些性开放的做法并可能依据宗教教义或者礼教宗法制來維護社会和諧。

- 一個世俗及政教分離的政府為左；一個宗教與政府不完全分離為右：這種差異在美國、歐洲和拉丁美洲的天主教國家特別明顯（這些地方也是反教權主義代表左派的區域），有時候也包含中東 不過在一些國家例如法國的極右派反而比左派更激進的支持世俗主義政策，但主要是針對伊斯蘭[9]

- 法律支配文化為左；文化支配法律為右：這個公式是由美國的參議員丹尼尔·帕特里克·莫伊尼汉提出才為人所知的，但最早則是由埃德蒙·伯克所構想的。

- 支持跨國家團體為左；僅支持獨立國家和政府為右：左派通常主張國際合作，通過國際組織來達致雙贏。右派通常支持他們自己國家的主權並反對跨國組織的政策決定凌駕主權國家。在歐洲，支持歐盟的自由主義者通常來自左派，而支持歐盟但保持國家主權至上及民族主義者則來自右派。

- 世界主義和國際主義為左；國家主義和民族主義為右：經濟民族主義或贸易保护主义在左右兩派都可以發現，左派的保護主義是以確保國內的勞工為目標，而右派的保護主義則是為了保護本國的企業和經濟。然而，此種分類也多有爭議，因為民族主義也有許多左派派系，例如台灣民族主義、愛爾蘭民族主義，在越南戰爭中，北越的左翼執政黨「越南勞動黨」曾以民族主義作為號召，在中日戰爭中，許多左翼也拿民族主義作為號召，發現此類民族主義具有反帝國主義、公民民族主義、本主主義思想，同時也反對種族民族主義、沙文民族主義。不过，一般而言左翼大多认为反殖民、抵抗外来侵略时期的民族主义具有积极性，但当代民族主义阻碍了社会进步，因而主张某种世界性的联合，如无产阶级国际主义主张全世界无产阶级的联合，最终达成无国界的社会主义。

- 認為人性和社會為可變性的為左；認為它們為固定性的為右：這是先天与后天之間的爭論例子之一。左翼一般持社会建构主义立场，而右翼一般持本质主义立场。最先以此定義左右派的是美國經濟學家湯瑪斯·索威爾。

- 社會主義為左；資本主義為右：這是近代最廣為所知的分法，多數媒體提到左右派時，也多半是指此種分法。這裡的社會主義泛指高税收、高福利、高政府干預調控的政治体制，而不一定是共產黨主張的無產階級專政。

- 有爭議之分類法：

1. 偏好「更大的」政府為左；偏好「更小的」政府為右：政府大小在這裡可以視為是政策和立場的差異，雖然政府雇員的數量通常被用以作為主要指標。不過，一些人也注意到某些政治流派，如無政府共產主義、自由社會主義、工團主義的存在，甚至君主專制本身明明是極右，在此分類就會被歸類在極左，打亂了左右的規律。在美国的第一政党体系时期，主张大政府的联邦党为右翼，主张小政府的民主共和党为左翼，与此分类方法恰恰相反。
2. 无神论和利他主义为左，有神论和利己主义为右，此种分类法一般认为是来源于辩证唯物主义。不过，一方面有神论者可能亦会与左派思想结合，如解放神学或基督教社会主义；另一方面，部分保守派政治流派如基督教保守主义反而认为无神论往往代表利己主义，有神论往往代表利他主义。要注意的是此論點不代表有神或無神論與利己利他主義直接相關，而是對於左派與右派主張的歸納。
3. 集體主義為左；個人主義為右：1960年代的反文化浪潮便是以強調個人自由為特色，而這波浪潮主要則被歸類為左派，包括性解放、女性個人權益則是屬於左派思潮，同时部分左翼派别认为，集体主义的内核应是马克思所言的确保个体的自由而全面的发展；而在宗教/現世的衝突上，現世主義者往往更傾向於強調個人的自由和宗教自由超越集體的信仰價值。不過，被許多人視為右派的法西斯主義或是「君主專制」也強調「國家的組織概念」，抱持著集體主義的概念，將國家看作是一個集體的實體。國家主義和民族主義又往往代表集體主義。部分學者認為右派「更偏向集體主義」，而左派「較尊重個人自由」，因此此种分类方法受到质疑。

## 歷史起源
左派和右派的稱呼最初起源於18世紀末的法国大革命。在大革命期間的各種立法議會裡，尤其是1791年的法國國民議會上，「保守」或是溫和派的「保王黨」或是「君主專制」人都坐在議場的「右邊」，而激進的「自由」、「民主派」人士都坐在「左邊」，從此便產生了「左派」、「右派」兩種稱呼。
起初，這個政治光譜的定義，是以人們對「舊政權」（Ancien Régime）的態度為判斷標準，「右派」也因此代表著支持貴族、或教士利益，而「左派」則代表反對這些階級的利益的人。在當時，支持自由放任資本主義的人也被視為是左派，然而此種立場在現代大多數西方國家則被視為是右派。不過即使是在法國大革命時，極端的左派也會要求政府干預經濟以支援貧窮人民。
而在英國的同時，埃德蒙·伯克（他在現代通常被描述為保守派）也抱持著和法國大革命中自由市場左派類似的觀點，不過，他也強烈批評他們的反教權主義立場，以及其鼓吹暴力革命推翻長期政權的傾向。伯克在他的《对法国大革命的反思》一書中批評左派的理性主義過於極端、以及對於傳統智慧的侮蔑。
在法國大革命中，左派和右派的定義往往在不到一年內便完全轉變。最初，在制憲議會上，安托万·巴纳夫和亞歷山大·拉梅特（Alexandre de Lameth）等主張限制君主權力和建立一院制議會的領導人被視為是左派，而那些希望建立和英國類似的君主立憲政體的保守派領導人、以及徹底反對革命的人則被視為右派。到了1791年的立法議會，前述的這些黨派—現在被稱為斐揚派由於支持君主政體和有限的選舉權而被改視為右派。而在僅僅一年之後的國民大會上，原本因為支持透過戰爭將革命散佈至國外、以及厭惡國王而在立法議會上被視為左派的吉伦特派，現在則因為他們對於推翻君主政體的矛盾心理、反對處決路易十六世、以及對於巴黎市的厭惡而被視為右派。
應該注意的是，在法國大革命當時，各形各色的政治黨派都很少有經濟政策上的差異。被視為左派的山岳派（1792-1793）和右派的保皇派（Monarchiens, 1789）在經濟政策上都是屬於正統的自由主義者，儘管在1793年山岳派的確比其他黨派更為願意支持（暫時的）經濟控制以爭取群眾支持、而且在山岳派內部也有一些左派的經濟激進主義者，以Egalité—重新分配財富作號召。
相反的，在大革命中的意識形態差異，主要是針對革命本身的態度：將革命視為是一場毀滅上帝和自然的可怕災難、而這一切應該被結束才能恢復好的政府，又或者將革命視為是法國政治生活的必然特徵。就大部分時候而言，幾乎所有革命中的法國政治人物都對此抱持接近中間派的立場，但卻在應該何時發起革命的問題上有不同意見。
1794年，在罗伯斯庇尔於热月政变中被推翻後，法國大革命終於穩定下來，這時更為清晰的政治光譜開始浮現—在左派的是之前支持罗伯斯庇尔和恐怖政治、並希望恢復1793年民主憲法的雅各賓派；而在右派的是希望君主復位的保王派—包括立憲派和專制派；而被歸類為中間派的則是熱月政變中的發動者，也是他們寫下了1795年的憲法、並希望建立有限制的督政府共和制。督政府的失敗並沒有改變基本的政治生態—雅各賓派和保王派繼續存在，而大多數最初支持督政府的人則改變為支持獨裁者，最後導致了皇帝政權—拿破侖·波拿巴的誕生。
在此同時，法國國內有關左派和右派的政治光譜概念開始流傳至歐洲各地。由於法國的大軍不斷攻克並強佔法國之外的領土，左派和右派的分界再次改變為對法國大革命的態度，這大部分是由在政治上的結盟所判定。隨著拿破崙的崛起，左派和右派的區分也變的更為複雜，因為這代表了在國外支持革命的黨派也必須決定其是否支持拿破崙的獨裁政權。同時，歐洲其他國家的傳統統治者—無論是拿破崙在奧地利和普魯士的敵人、或是在德國的附屬統治者如巴伐利亞，通常都選擇吸收拿破崙和大革命中的某些經驗，希望藉由吸收那些中央集權的改革，能使他們的老舊政權轉變為和拿破崙一般的強大，而無需經歷大革命中的混亂和恐怖暴力。
在拿破崙於1814年被擊敗後，歐洲的政治家們齊聚维也纳会议以商討如何重組歐洲。會議並沒有全盤恢復之前的舊政權，維也納的保守派政治家們（例如克莱门斯·文策尔·冯·梅特涅）所希望的政治制度是以保持秩序為目標，必要時也可以謹慎的採納法國大革命中的改革。而在法國，類似的潮流促成了波旁王朝路易十八世的復位，而他本人也認知到，要徹底恢復以往的舊政權已經是不可能的事情了。

## 意识形态分类
一般来说，左派支持平等，反對階級統治，其强调的特点是“(個人)自由、平等、博爱、权利、进步、改革和国际主义等观念”；而右派認為社會分層有其自然性和不可避免性，其强调的特点是“权力、等级、秩序、责任、传统、反变革和民族主义等观念”。
在範圍上，左派通常包含進步主義、社會主義、共產主義、社會自由主義、社會民主主義、民主社會主義、世俗主義、平等主義、左翼民粹主義、左翼民族主義、反帝國主義、反資本主義、自由意志社会主義、左翼自由意志主義、民族自決論、国际主义、無政府共產主義、无政府社会主义。种族平等运动和工会主义运动也与左派息息相关。
而右派通常包含保守主義、右派自由意志主義、保守自由主義、自由保守主義、反共主義、右翼民粹主義、納粹主義、種族民族主義、法西斯主義、無政府資本主義、資本主義、新自由主义、新保守主义、帝国主义、君主主义、反变革主义和传统主义。

## 名稱的發展
左派和右派的稱呼隨著時間不斷發展；從原本僅限於法國的用詞傳遍至整個歐洲（至少在歐洲大陸）、乃至於全世界的常用稱呼。
在19世紀早期的歐洲，各種政治生態都很容易套用左派-右派的政治光譜。極右翼的反動派勢力期盼完全恢復舊政權，包括傳統的特權以及中央集權的界線。雖然各地的政府經常會利用這些政治勢力以保持政權，但卻很少有政府會（最值得注意的例外是薩丁尼亞王國）真的採納反動派的政策。在反動派左側的是來自於溫和派的保守派，他們更願意接受法國大革命的結果，尤其是那些會造成國家權力擴大的的成分，同時也支持獨裁的中央集權統治—無論是以犧牲傳統階級或是自由派議會為代價。而在他們更左派的則是自由主義者，自由主義者希望一個代議制的政府以及對於公民自由的尊重。不過在實際上，自由派和保守派的界線往往相當模糊，尤其是在議會制的國家裡，保守派在必要時通常會樂意和代議制的政府合作。而在自由派左側的則是各種形式的激進主義者和共和主義者，他們希望徹底推翻君主政體，並建立普遍的選舉制度—要不是類似1812年的西班牙憲法、便是如同1793年的法國憲法一般。
隨著時間的發展，左派裡的某些「左派」成分逐漸浮現：社會主義和共產主義。原始的左派、以及他們的激進主義和共和主義分支都堅持權利平等，依然被視為是左派的明確主張。不過，隨著社會主義成分的逐漸增加，尤其是馬克思的共產主義政策在接下來一個世紀裡的不斷的轉變為左派的中心，也因此到了俄國革命的時候，許多人已經將「左派」一詞限定為稱呼共產主義者、或至少社會主義者。而在另一方面，尤其是在經濟上，曾經被定義為左派的自由放任主義的觀點則改被視為右派。而右派裡的極端君主主義和神權政治成分則越來越罕見，並且在今日的西方國家幾乎已不存在了，但主張市場經濟、資本主義及經濟自由主義是右派的主張。
布尔什维克毫無疑問是在「左派」，而史達林主義、蘇聯式共產主義的支持者也將他們自身視為「左派」。大多數西方國家的左派份子會爭論道史達林主義和毛澤東主義都只是表面上的左派，因為他們在實踐上毫無經濟的自由、而且也製造了嚴重的不公平現象，包括龐大的官僚特權。在共產主義政治光譜中，托洛茨基主義、盧森堡主義、左翼共產主義被視為左派。而斯大林主義、毛主義、布哈林主義被視為右派。不過，許多歐洲的左派政黨依然會與那些社會、共產主義政黨結盟，以對抗右派政黨，而這些社會主義和共產主義政黨都支持民主選舉。
在不同的國家和不同的時間點，左派和右派通常都有不同的涵義，這種現象通常起源於19世紀末期的歐洲，自從那時開始，左派和右派的稱呼就越來越少有明確的定義了。舉例而言，當談到1930年代的歐洲時，除了對於布尔什维克的反抗外，人們很難對「右派」的定義產生共識。雖然德國的阿道夫·希特勒和英國的温斯顿·丘吉尔在他們自己的國家都被定義為右派，但很顯然這兩位政治領導人之間有著巨大的差異，而且他們兩人的反共主义也都是以完全不同的方式表達。
在美國，很少有社會主義的黨派能浮上檯面，而且即使是社會民主主義政党也很少出現。與歐洲的自由主義不同，美國现代自由主義混合了自由主義和社會民主主義的意識形態，被稱為自由派的左派政治勢力，主張政府干預市場經濟及成為福利國家，以民主黨為代表；反之支持經濟自由主義則成為保守派，以共和黨為代表。而右派在原先歐洲的定義裡，是與那些傳統政治秩序的保王黨支持者相連結的，但在美國這卻從來不曾存在過。在冷戰期間裡，幾乎每個當選的政治人物都是採取反共主義的姿態；唯一的例外是在1960年代中旬，當反越戰運動如火如荼時，一群新左派就此浮現，在某些場合下還宣稱他們是「反反共產主義」，但他們在大多數情況下也沒有主動擁抱共產主義和社會主義。
在西歐，社會民主黨在這些西歐國家往往有極大勢力、或甚至成為執政黨，社會民主黨是左派的代表。而共產主義政黨在政治光譜上依然是重要的一個環節，與社會民主黨有一定的閣外合作，但不會與社會民主黨執政。簡而言之，在美國被視為「自由派」的事實上是左派，在歐洲的「自由派」則往往會被視為中間派和中間偏右的政黨。
從1970年代末期開始、特別是1980年代，共產主義的支持度戲劇性的大為下跌，不只是在已開發的資本主義國家，在其他開發程度較低的國家、甚至是共產主義國家亦然。尤其是在苏联解体後，「左派」一詞就很少再用作形容那些支持寮國、北韓、中國的人了。不過這一詞依然可以用作稱呼許多社會主義的分支，這一詞也經常用以稱呼某些形式的参与型经济或甚至是綠色政治的支持者，而非中央集權的社會主義形式。
如同左派一樣，「右派」一詞的涵義也不斷改變。在19世紀末期的西歐，幾乎無人會支持恢复法國大革命之前的舊政權式社會架構，相反的，右派一詞通常被用以稱呼那些想要維護任何形式的君主政體或貴族政治的人、以及那些抱持保守派宗教觀點的人、或者是那些僅僅想要防衛自1789年以來產生的中產階級利益（而這在現代早已根深蒂固）的人。在20世紀前半期，革命性的右派民粹主義和民族主義勢力—尤其是法西斯主義也與傳統的右派政治勢力產生差異，直到今天這種差異依然存在。右派一詞也被一些人用以形容極端的民族主義或種族主義政治勢力。
在近年來，新崛起的全球化和新保守主義被歸類為右派，而「古保守主義」（Paleoconservatism）—或「老右派」一詞在近年來則出現用以稱呼地方主義、孤立主義、貿易保護主義以及古典自由主義的右派。

## 對於當代稱呼的質疑
一些當代的政治立場，例如在美國被稱為「自由意志主義」的立場，是很難以左派-右派稱呼加以定義的。自由意志主義者在社會議題上屬於「自由派」，但他們反對槍械管制、反對左派對於政府管制市場經濟的支持，或反對右派對於貿易保護主義的支持，因自由意志主義一般會支持經濟自由主義的政策，因此總體是右派。他們的政治立場可以說是最相似於所謂的古典自由主義—也就是1789年那時的左派，但現代來說則是右派。
許多現代的思想家質疑左派-右派的區分法，在21世紀毫無意義。當前大多數國家的左派-右派差異顯然都是和當地的歷史經驗以及地區政策有關，而不是任何一致的原則理論。在第二次世界大戰之後，為了保持政治上的適當性，大多數西歐國家的右派都接受了大多數「左派」對於政府干預社會的觀點。同樣的，許多左派政黨也在雷根-柴契爾時期開始支持私有化和新自由主义，擁抱全球化和市場經濟；而在最近，在後共產主義的中歐和東歐，即使是被歸類為左派的政黨似乎也支持限制國家在經濟上扮演的角色。我們也可以見到一些運動如綠黨和女性主義的浮現，這些運動毫無疑問是更接近於傳統的左派而非傳統的右派，但通常是以他們對左派經濟思想的排斥態度定義的。
無論如何，政治的本質意味著兩極社會分化的差異永遠不會消失，至少地區性的政黨通常會出於自身的利益考量，而強調政策選項的兩極—亦即非此即彼的左派-右派區分。將對手政黨貼上左派或右派「激進分子」的標籤也是經常出現的政治手段，也能用以劃清或呈現出某人的立場、和某人所反對的為何。也因此，即使這左派-右派的稱呼區別不如以往有意義，但他們在可預見的未來依然會是相當重要的政治術語。左派-右派的區別肯定也會被一些自稱輿論取向立場的團體所批評，例如激進中間主義（Radical Centrism）、第三种道路（Third Way）等等。這樣的團體通常宣稱自己「超越」了歷史的區分界線，並堅持他們不屬於左派也不屬於右派。不過，他們還是經常被其他人劃分為政治光譜的某一部分，無論其反對與否，且仍有一定的政治傾向。

### 引用
1. ↑  Milner, Helen.  (PDF). International Studies Quarterly. 2004, 48: 95–120  [2023-06-02]. doi:10.1111/j.0020-8833.2004.00293.x. （原始内容存档 (PDF)于2017-06-15）.
2. ↑  Knapp & Wright 2001，第10頁.
3. ↑  Garfinkle, Adam. . Palgrave Macmillan. 1997: 303.
4. ↑  . . 2011  [2023-06-02]. （原始内容存档于2014-12-30）. and . . 2011  [2023-06-02]. （原始内容存档于2019-12-18）.
5. ↑  Broad, Roger. . Palgrave Macmillan. 2001: xxvi.
6. ↑  . 星島日報. 2024-05-08  [2024-05-09]. （原始内容存档于2024-05-09）.
7. ↑  Anarchy, State, and Utopia, New York, 1974, pp. 153-155
8. ↑  A Theory of Justice, Cambridge, 1971
9. ↑  .   [2014-08-09]. （原始内容存档于2020-04-30）.
10. ↑  Norberto Bobbio. . John Wiley & Sons. 2016: 112  [2021-02-18]. ISBN 978-1-5095-1412-0. （原始内容存档于2021-08-21）.
11. ↑  Smith, T. Alexander; Tatalovich, Raymond. . Toronto, Canada: Broadview Press. 2003: 30.
12. ↑  Bobbio, Norberto; Cameron, Allan. . University of Chicago Press. 1997: 37.
13. ↑  Thompson, Willie. . Pluto Press. 1997.
14. ↑  Bobbio, Norberto and Allan Cameron,Left and Right: The Significance of a Political Distinction. University of Chicago Press, 1997, p. 51, 62. ISBN 978-0-226-06246-4
15. ↑  J. E. Goldthorpe. An Introduction to Sociology. Cambridge, England, UK; Oakleigh, Melbourne, Australia; New York, New York, USA p. 156. ISBN 978-0-521-24545-6.
16. ↑  Andrew Heywood, Key Concepts in Politics and International Relations (2d ed.: Palgrave Macmillan, 2015), p. 119.
17. ↑  . Encyclopædia Britannica. 2009-04-15  [2022-05-22]. （原始内容存档于2022-09-22） （英语）.
18. ↑  March, Luke.  (PDF). IPG. 2009, 1: 126–143  [2022-07-19]. （原始内容存档 (PDF)于2021-12-06） –Friedrich Ebert Foundation.
19. ↑  See

  - Euclid Tsakalotis, "European Employment Policies: A New Social Democratic Model for Europe" in The Economics of the Third Way: Experiences from Around the World (eds. Philip Arestis & Malcolm C. Sawyer: Edward Elgar Publishing 2001), p. 26: "most left-wing approaches (social democratic, democratic socialist, and so on) to how the market economy works...").
  - "Introduction" in The Nordic Model of Social Democracy (eds. Nik Brandal, Øivind Bratberg & Dag Einar Thorsen: Palgrave Macmillan, 2013): "In Scandinavia, as in the rest of the world, 'social democracy' and 'democratic socialism' have often been used interchangeably to define the part of the left pursuing gradual reform through democratic means."
20. ↑  JoAnne C. Reuss, American Folk Music and Left-Wing Politics, The Scarecrow Press, 2000, ISBN 978-0-8108-3684-6
21. ↑  Van Gosse, The Movements of the New Left, 1950–1975: A Brief History with Documents, Palgrave Macmillan, 2005, ISBN 978-1-4039-6804-3
22. ↑  Brooks, Frank H. (1994). The Individualist Anarchists: An Anthology of Liberty (1881–1908). Transaction Publishers. p. xi. "Usually considered to be an extreme left-wing ideology, anarchism has always included a significant strain of radical individualism ..."
23. ↑  Michael J. Klarman, "From Jim Crow to Civil Rights: The Supreme Court and the Struggle for Racial Equality", "... many of the white Americans who were most sympathetic to racial equality belonged to left-wing organizations...", p. 375, Oxford University Press, 2006, ISBN 978-0195310184
24. ↑  See

  - Heikki Paloheimo, "Between Liberalism and Corporatism: The Effect of Trade Unions and Governments on Economic Performance in Eighteen OECD Countries" in Labour Relations and Economic Performance: Proceedings of a Conference Held By the International Economic Association in Venice, Italy (eds. Renator Brunetta & Carlo Dell'Aringa: International Economic Association/Palgrave Macmillan, 1990), p. 119: "It is easier for trade unions to have a mutual understanding with left-wing governments than with right-wing governments. In the same way, it is easier for left-wing governments to have mutual understanding with trade unions."
  - Thomas Poguntke, "Living in Separate Worlds? Left-wing Parties and Trade Unions in European Democracies" in Citizenship and Democracy in an Era of Crisis (eds. Thomas Poguntke et al.: Routledge: 2015), p. 173 ("So far we have argued that parties of the left are the natural allies of the trade union movement ... it goes almost without saying that this a simplification."), p. 181: "When it comes to overlapping memberships, left-wing parties have always been, by and large, strongly connected to the trade union movement.").
25. ↑  Feser, Edward C. . Hamowy, Ronald  (编). . Thousand Oaks, CA: SAGE; Cato Institute: 95–97. 2008  [2022-07-19]. ISBN 978-1412965804. LCCN 2008009151. OCLC 750831024. doi:10.4135/9781412965811.n62. （原始内容存档于2022-10-13）. Libertarianism and conservatism are frequently classified together as right-wing political philosophies, which is understandable given the content and history of these views. |chapter=被忽略 (帮助)
26. ↑  See

  - Robert O. Paxton, The Anatomy of Fascism, passim, e.g. "The Communist International was certain that the German swing to the Right under Hitler would produce a counterswing to the Left ...", p. 128, Vintage, 2005, ISBN 978-1400033911;
  - Hans-Georg Betz, Radical Right-Wing Populism in Western Europe (Macmillan, 1994), p. 23: "One of the central arguments in the literature on fascism was that fascism, and by extension all radical right-wing movements..."
  - The Concise Columbia Encyclopedia, Columbia University Press, ISBN 0-231-05678-8 "Fascism, philosophy of government that glorifies nationalism at the expense of the individual. ... The term was first used by the party started by MUSSOLINI, ... and has also been applied to other right-wing movements such as NATIONAL SOCIALISM, in Germany, and the FRANCO regime, in Spain."
27. ↑  Meltzer, Albert. . London: AK Press. 2000: 50. ISBN 978-1-873176-57-3. The philosophy of 'anarcho-capitalism' dreamed up by the 'libertarian' New Right, has nothing to do with Anarchism as known by the Anarchist movement proper.
28. ↑  Vincent, Andrew.  3rd. Hoboken: John Wiley & Sons. 2009: 66. ISBN 978-1-4443-1105-1. Whom to include under the rubric of the New Right remains puzzling. It is usually seen as an amalgam of traditional liberal conservatism, Austrian liberal economic theory Ludwing von Mises and Hayek), extreme libertarianism (anarcho-capitalism), and crude populism.
29. ↑  See

  - Politics in Europe, 6th ed. (eds. M. Donald Hancock et al.: SAGE/CQ Press, 2015), p. 139: "Historically, the political right was characterized by its identification with the status quo. It favored monarchism and deplored the Revolutions of 1789 and 1848."
  - Thomas M. Magstadt, Understanding Politics: Ideas, Institutions, and Issues, 12th ed. (Centgage Learning, 2015), p. 28: "Ideologies of the right: Monarchism is at the opposite end of the political spectrum .... After World War I, fascism supplanted monarchism as the principle ideology of the extreme Right."
30. ↑  The New Fontana Dictionary of Modern Thought Third Edition, (1999) p. 729.
31. ↑  The Concise Columbia Encyclopedia, Columbia University Press, ISBN 978-0-231-05678-6 "Fascism, philosophy of government that glorifies nationalism at the expense of the individual. ... The term was first used by the party started by MUSSOLINI, ... and has also been applied to other right-wing movements such as NATIONAL SOCIALISM, in Germany, and the FRANCO regime, in Spain."

## 外部連結
- （中文）中文左派右派倾向测试 簡體 （页面存档备份，存于） 正體 （页面存档备份，存于）
- （英文） Political Compass提供的倾向测试 （页面存档备份，存于），代表了西方的观点，在经济和社会两个方向上衡量。
- 世界最小的政治測驗 （页面存档备份，存于）
- （中文）右派網 簡體 （页面存档备份，存于） 正體 （页面存档备份，存于）